# Karl Kristian Steincke

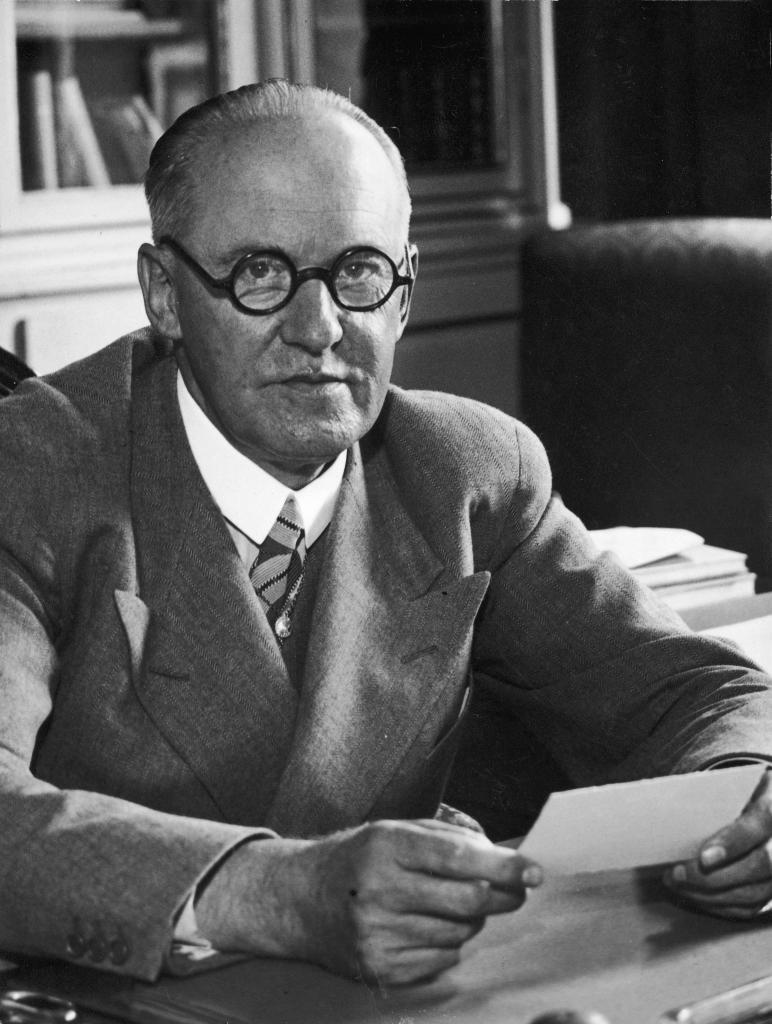
Karl Kristian Steincke um 1940

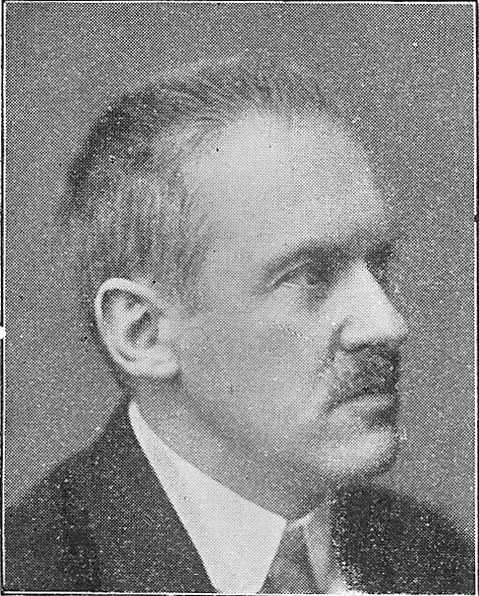
Karl Kristian Steincke, 1921

Karl Kristian Steincke (* 25. August 1880 in Viskinge bei Kalundborg, Dänemark; † 8. April 1963 in Frederiksberg) war ein dänischer sozialdemokratischer Jurist und Politiker.
Er amtierte von 1924 bis 1926, von 1935 bis 1939 und erneut wenige Monate 1950 als Justizminister, sowie von 1929 bis 1935 als Sozialminister in Dänemark. In dieser Funktion spielte er eine herausragende Rolle bei der Ausgestaltung des dänischen Wohlfahrtsstaates. Als Anhänger der Eugenik veranlasste er die Zwangssterilisierung von Suchtkranken, Sexualverbrechern und geistig Behinderten.

## Bibliografie (Auswahl)
- Den økonomiske Historieopfattelse. En Artikelrække, 1909.
- Almisser eller Rettigheder : en populær Kritik af vort Forsørgelsesvæsen og Hjælpekassesystemet, 1912.
- Fremtidens forsørgelsesvæsen : Oversigt over og Kritik af den samlede Forsørgelseslovgivning samt Betænkning og motiverede Forslag til en systematisk Nyordning, 1920.